# Noor al-Malki

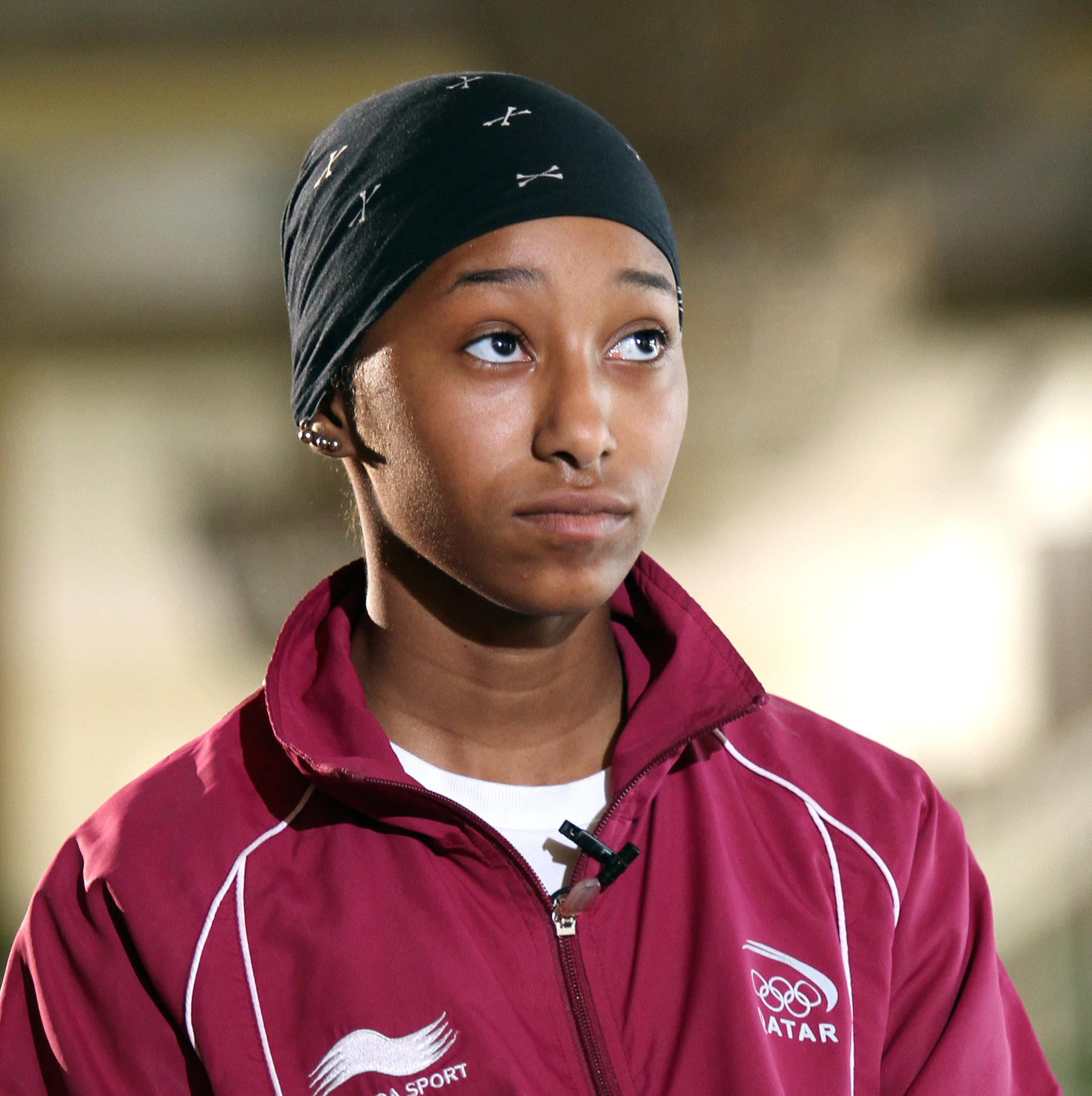
Noor al-Malki (2012)

Noor Hussain al-Malki (* 21. Oktober 1994 in Doha) ist eine katarische Leichtathletin.
Noor Hussain al-Malki ist die jüngste von sechs Brüdern und fünf Schwestern. 2008 wurde sie für die Leichtathletik entdeckt. Sie wird von der Tunesierin Naima Ben Amara im Trainingszentrum Doha trainiert und hat im 100-Meter-Lauf eine Bestzeit von 12,61 Sekunden. Sie ist die beste Katarin in dieser Disziplin.
Bei den Olympischen Sommerspielen 2012 startete die 1,55 Meter große und 43 Kilogramm schwere Sportlerin im 100-Meter-Lauf. Noor al-Malki konnte ihren Vorlauf auf Grund eines Muskelfaserrisses nicht beenden.